# Atlantic Coast Conference
Pour les articles homonymes, voir ACC.
L'Atlantic Coast Conference (ACC) est une organisation sportive créé en 1953 et affiliée à la Division 1 de la NCAA.
La conférence regroupe 18 universités, pour la plupart situées dans l’est des États-Unis. Les trois nouveaux membres, qui ont tous rejoint l'ACC en 2024, comprennent deux écoles de la région de la baie de San Francisco et une du Dallas/Fort Worth Metroplex.
Actuellement, quinze disciplines sportives y sont subsidiées, 13 pratiquées par des équipes féminines et 12 par des équipes masculines.
Les équipes de football américain évoluent au sein de la NCAA Division I Football Bowl Subdivision (FBS) mais celle de Notre Dame ne fait pas partie de l'ACC puisqu'elle a le statut d'équipe indépendante.

## Histoire
Cette conférence est fondée le 14 juin 1953 par les universités Clemson, Duke, Maryland, North Carolina, North Carolina State, South Carolina et Wake Forest. Virginia a rejoint l'équipe en décembre de la même année, après la première saison de football américain de l'ACC.
South Carolina quitte la conférence en 1971.
Georgia Tech rejoint l'ACC en 1978, Florida State en 1991, Miami et Virginia Tech en 2004, Boston College en 2005, Notre Dame, Pittsburgh et Syracuse en 2013 puis Louisville en 2014.
Les sports gérés par cette conférence sont le baseball, basket-ball, cross-country, hockey sur gazon, football américain, golf, Gymnastique, crosse, aviron, Softball, Natation et plongeon, tennis, athlétisme, volley-ball et lutte.
Le 21 juillet 2016, ESPN et l'Atlantic Coast Conference annonce la création en 2019 de la chaîne télévisée ACC Network ainsi qu'un service ACC Network Extra dans l'application WatchESPN.
À la suite de la pandémie de Covid-19, l'équipe de football américain de Notre Dame a été intégrée au championnat de l'ACC pour la saison 2020.
Le 1er septembre 2023, l'ACC annonce l'intégration de California, SMU et Stanford à partir de 2024.

## Sports pratiqués
| Sport                     | Hommes | Femmes |
| ------------------------- | ------ | ------ |
| Athlétisme (en salle)     | 17     | 18     |
| Athlétisme (en extérieur) | 17     | 18     |
| Aviron                    | -      | 12     |
| Baseball                  | 16     | -      |
| Basket-ball               | 18     | 18     |
| Cross Country             | 17     | 18     |
| Crosse                    | 5      | 12     |
| Escrime                   | 5      | 5      |
| Football américain        | 17     | -      |
| Golf                      | 15     | 15     |
| Gymnastique               | -      | 6      |
| Hockey sur gazon          | -      | 9      |
| Lutte                     | 7      | -      |
| Natation/Plongeon         | 13.5   | 15     |
| Soccer                    | 15     | 17     |
| Softball                  | -      | 15     |
| Tennis                    | 16     | 17     |
| Volley-ball               | -      | 18     |

Notes
1. ↑  Les chiffres indiquent le nombre d'universités possédant une équipe dans ce sport.
2. ↑  Miami ne possède qu'un programme en plongeon pour son équipe masculine.

## Les membres actuels
| Institutions                                            | Siège                           | Fondation | Type     | Surnom         | Rejoint |
| ------------------------------------------------------- | ------------------------------- | --------- | -------- | -------------- | ------- |
| Boston College                                          | Chestnut Hill, Massachusetts    | 1863      | Privée   | Eagles         | 2005    |
| Université de Californie à Berkeley                     | Berkeley, Californie            | 1868      | Publique | Golden Bears   | 2024    |
| Université de Clemson                                   | Clemson, Caroline du Sud        | 1889      | Publique | Tigers         | 1953    |
| Université Duke                                         | Durham, Caroline du Nord        | 1838      | Privée   | Blue Devils    | 1953    |
| Université d'État de Floride                            | Tallahassee, Floride            | 1851      | Publique | Seminoles      | 1991    |
| Institut de technologie de la Géorgie                   | Atlanta, Géorgie                | 1885      | Publique | Yellow Jackets | 1979    |
| Université de Louisville                                | Louisville, Kentucky            | 1798      | Publique | Cardinals      | 2014    |
| Université de Miami                                     | Coral Gables, Floride           | 1925      | Privée   | Hurricanes     | 2004    |
| Université de Caroline du Nord à Chapel Hill            | Chapel Hill, Caroline du Nord   | 1789      | Publique | Tar Heels      | 1953    |
| Université d'État de Caroline du Nord                   | Raleigh, Caroline du Nord       | 1887      | Publique | Wolfpack       | 1953    |
| Université de Notre-Dame-du-Lac                         | Notre Dame, Indiana             | 1842      | Privée   | Fighting Irish | 2013    |
| Université de Pittsburgh                                | Pittsburgh, Pennsylvanie        | 1787      | Publique | Panthers       | 2013    |
| Université méthodiste du Sud (SMU)                      | University Park, Texas          | 1911      | Privée   | Mustangs       | 2024    |
| Université Stanford                                     | Stanford, Californie            | 1891      | Privée   | Cardinal       | 2024    |
| Université de Syracuse                                  | Syracuse, New York              | 1870      | Privée   | Orange         | 2013    |
| Université de Virginie                                  | Charlottesville, Virginie       | 1819      | Publique | Cavaliers      | 1953    |
| Institut polytechnique et université d'État de Virginie | Blacksburg, Virginie            | 1872      | Publique | Hokies         | 2004    |
| Université de Wake Forest                               | Winston-Salem, Caroline du Nord | 1834      | Privée   | Demon Deacons  | 1953    |

1. ↑  Florida State n'a concouru pour le championnat ACC de football américain qu'en 1992.
2. ↑  Georgia Tech n'a concouru pour le championnat ACC de football américain qu'en 1983.
3. ↑  L'équipe de football américain de Notre Dame ne concourt pas en tant que membre de l'ACC.
4. ↑  L'adresse postale du campus est Dallas.
5. ↑  Virginia a rejoint l'ACC en décembre 1953, après la première saison de football américain de l'ACC mais avant sa première saison de basket-ball.

### Ligne de temps
Légende :
-  Membre dans tous les sports sauf football américain

## Installations sportives
| Université                            | Stade de football américain                 | Capacité           | Salle de basket-ball                       | Capacité     | Stade de baseball                                | Capacité                 |
| ------------------------------------- | ------------------------------------------- | ------------------ | ------------------------------------------ | ------------ | ------------------------------------------------ | ------------------------ |
| Boston College                        | Alumni Stadium                              | 44 500             | Conte Forum                                | 8 606        | Eddie Pellagrini Diamond at John Shea Field      | 1 000                    |
| Université de Californie              | California Memorial Stadium                 | 51 892             | Haas Pavilion                              | 11 858       | Evans Diamond                                    | 2 500                    |
| Université de Clemson                 | Memorial Stadium                            | 81 500             | Littlejohn Coliseum                        | 10 000       | Doug Kingsmore Stadium                           | 6 346                    |
| Université Duke                       | Wallace Wade Stadium                        | 40 004             | Cameron Indoor Stadium                     | 9 314        | Jack Coombs Field Durham Bulls Park              | 2 000 10 000             |
| Université d'État de Floride          | Bobby Bowden Field at Doak Campbell Stadium | 79 560             | Donald L. Tucker Center                    | 13 800       | Mike Martin Field at Dick Howser Stadium         | 6 700                    |
| Georgia Tech                          | Bobby Dodd Stadium                          | 55 000             | Hank McCamish Pavilion                     | 8 600        | Russ Chandler Stadium                            | 4 157                    |
| Université de Louisville              | L&N Federal Credit Union Stadium            | 60 800             | KFC Yum! Center                            | 22 090       | Jim Patterson Stadium                            | 4 000                    |
| Université de Miami                   | Hard Rock Stadium                           | 65 326             | Watsco Center                              | 7 972        | Mark Light Field at Alex Rodriguez Park          | 5 000                    |
| Université de Caroline du Nord        | Kenan Memorial Stadium                      | 63 000             | Dean Smith Center (H) Carmichael Arena (F) | 21 750 8 010 | Boshamer Stadium                                 | 4 100                    |
| Université d'État de Caroline du Nord | Carter-Finley Stadium                       | 57 583             | Lenovo Center (H) Reynolds Coliseum (F)    | 19 557 9 500 | Doak Field                                       | 2 500                    |
| Université Notre-Dame                 | (voir Indépendant)                          | (voir Indépendant) | Edmund P. Joyce Center                     | 9 149        | Frank Eck Stadium                                | 2 500                    |
| Université de Pittsburgh              | Acrisure Stadium                            | 65 500             | Petersen Events Center                     | 12 508       | Charles L. Cost Field at Petersen Sports Complex | 900                      |
| Université méthodiste du Sud (SMU)    | Gerald J. Ford Stadium                      | 32 000             | Moody Coliseum                             | 7 000        | Pas d'équipe de baseball                         | Pas d'équipe de baseball |
| Université Stanford                   | Stanford Stadium                            | 50 424             | Maples Pavilion                            | 7 233        | Sunken Diamond                                   | 4 000                    |
| Université de Syracuse                | JMA Wireless Dome                           | 42 784             | JMA Wireless Dome                          | 33 000       | Pas d'équipe de baseball                         | Pas d'équipe de baseball |
| Université de Virginie                | Scott Stadium                               | 61 500             | John Paul Jones Arena                      | 14 593       | Davenport Field                                  | 5 074                    |
| Virginia Tech                         | Lane Stadium                                | 65 632             | Cassell Coliseum                           | 9 847        | English Field                                    | 1 033                    |
| Université de Wake Forest             | Allegacy Federal Credit Union Stadium       | 31 500             | Lawrence Joel Veterans Memorial Coliseum   | 14 407       | Wake Forest Baseball Park                        | 6 280                    |

## Palmarès de conférence en football américain
| - 1953 : Blue Devils de Duke et Terrapins du Maryland - 1954 : Blue Devils de Duke - 1955 : Blue Devils de Duke et Terrapins du Maryland - 1956 : Tigers de Clemson - 1957 : Wolfpack de North Carolina State - 1958 : Tigers de Clemson - 1959 : Tigers de Clemson - 1960 : Blue Devils de Duke - 1961 : Blue Devils de Duke - 1962 : Blue Devils de Duke - 1963 : Tar Heels de la Caroline du Nord et Wolfpack de North Carolina State - 1964 : Wolfpack de North Carolina State - 1965 : Tigers de Clemson et Wolfpack de North Carolina State - 1966 : Tigers de Clemson - 1967 : Tigers de Clemson - 1968 : Wolfpack de North Carolina State - 1969 : Gamecocks de la Caroline du Sud - 1970 : Demon Deacons de Wake Forest - 1971 : Tar Heels de la Caroline du Nord - 1972 : Tar Heels de la Caroline du Nord - 1973 : Wolfpack de North Carolina State - 1974 : Terrapins du Maryland - 1975 : Terrapins du Maryland - 1976 : Terrapins du Maryland - 1977 : Tar Heels de la Caroline du Nord - 1978 : Tigers de Clemson - 1979 : Wolfpack de North Carolina State | - 1980 : Tar Heels de la Caroline du Nord - 1981 : Tigers de Clemson - 1982 : Tigers de Clemson - 1983 : Terrapins du Maryland - 1984 : Terrapins du Maryland - 1985 : Terrapins du Maryland - 1986 : Tigers de Clemson - 1987 : Tigers de Clemson - 1988 : Tigers de Clemson - 1989 : Blue Devils de Duke et Cavaliers de la Virginie - 1990 : Yellow Jackets de Georgia Tech - 1991 : Tigers de Clemson - 1992 : Seminoles de Florida State - 1993 : Seminoles de Florida State - 1994 : Seminoles de Florida State - 1995 : Seminoles de Florida State et Cavaliers de la Virginie - 1996 : Seminoles de Florida State - 1997 : Seminoles de Florida State - 1998 : Seminoles de Florida State et Yellow Jackets de Georgia Tech - 1999 : Seminoles de Florida State - 2000 : Seminoles de Florida State - 2001 : Terrapins du Maryland - 2002 : Seminoles de Florida State - 2003 : Seminoles de Florida State - 2004 : Hokies de Virginia Tech |

Une finale de conférence est organisée depuis la saison 2005 et le tableau ci-dessous les détaille. Le classement de l'équipe est celui décerné par l'AP avant le bowl.
| Saison | Division Atlantic                | Division Atlantic       | Division Coastal                     | Division Coastal       | Stade                                               | Assistance | MVP                                      |
| ------ | -------------------------------- | ----------------------- | ------------------------------------ | ---------------------- | --------------------------------------------------- | ---------- | ---------------------------------------- |
| 2005   | #22 Seminoles de Florida State   | 27                      | #5 Hokies de Virginia Tech           | 22                     | EverBank Field Jacksonville, Floride                | 72 749     | WR Willie Reid (en), Florida State       |
| 2006   | #16 Demon Deacons de Wake Forest | 09                      | #23 Yellow Jackets de Georgia Tech   | 06                     | EverBank Field Jacksonville, Floride                | 62 850     | K Sam Swank (en), Wake Forest            |
| 2007   | 12 Eagles de Boston College      | 16                      | #6 Hokies de Virginia Tech           | 30                     | EverBank Field Jacksonville, Floride                | 53 212     | QB Sean Glennon (en), Virginia Tech      |
| 2008   | #18 Eagles de Boston College     | 12                      | #25 Hokies de Virginia Tech          | 30                     | Raymond James Stadium Tampa, Floride                | 53 927     | QB Tyrod Taylor, Virginia Tech           |
| 2009   | #25 Tigers de Clemson            | 34                      | #12 Yellow Jackets de Georgia Tech   | 39                     | Raymond James Stadium Tampa, Floride                | 44 897     | RB C. J. Spiller, Clemson                |
| 2010   | #20 Seminoles de Florida State   | 33                      | #12 Hokies de Virginia Tech          | 44                     | Bank of America Stadium Charlotte, Caroline du Nord | 72 379     | QB Tyrod Taylor, Virginia Tech           |
| 2011   | #21 Tigers de Clemson            | 38                      | #5 Hokies de Virginia Tech           | 10                     | Bank of America Stadium Charlotte, Caroline du Nord | 73 675     | QB Tajh Boyd (en), Clemson               |
| 2012   | #13 Seminoles de Florida State   | 21                      | Yellow Jackets de Georgia Tech       | 15                     | Bank of America Stadium Charlotte, Caroline du Nord | 64 778     | RB James Wilder, Jr. (en), Florida State |
| 2013   | #1 Seminoles de Florida State    | 45                      | #20 Blue Devils de Duke              | 07                     | Bank of America Stadium Charlotte, Caroline du Nord | 67 694     | QB Jameis Winston, Florida State         |
| 2014   | #2 Seminoles de Florida State    | 37                      | #12 Yellow Jackets de Georgia Tech   | 35                     | Bank of America Stadium Charlotte, Caroline du Nord | 64 808     | RB Dalvin Cook, Florida State            |
| 2015   | #1 Tigers de Clemson             | 45                      | #8 Tar Heels de la Caroline du Nord  | 37                     | Bank of America Stadium Charlotte, Caroline du Nord | 74 514     | QB Deshaun Watson, Clemson               |
| 2016   | #3 Tigers de Clemson             | 42                      | #19 Hokies de Virginia Tech          | 35                     | Camping World Stadium Orlando, Floride              | 50 628     | QB Deshaun Watson, Clemson               |
| 2017   | #1 Tigers de Clemson             | 38                      | #7 Hurricanes de Miami               | 03                     | Bank of America Stadium Charlotte, Caroline du Nord | 74 372     | QB Kelly Bryant (en), Clemson            |
| 2018   | #2 Tigers de Clemson             | 42                      | Panthers de Pittsburgh               | 10                     | Bank of America Stadium Charlotte, Caroline du Nord | 67 784     | RB Travis Etienne, Clemson               |
| 2019   | #3 Tigers de Clemson             | 62                      | #22 Cavaliers de la Virginie         | 17                     | Bank of America Stadium Charlotte, Caroline du Nord | 66 810     | WR Tee Higgins, Clemson                  |
| 2020   | #4 Tigers de Clemson             | 34                      | #2 Fighting Irish de Notre-Dame      | 10                     | Bank of America Stadium Charlotte, Caroline du Nord | 5 240      | QB Trevor Lawrence, Clemson              |
| 2021   | #16 Demon Deacons de Wake Forest | 21                      | #15 Panthers de Pittsburgh           | 45                     | Bank of America Stadium Charlotte, Caroline du Nord | 57 856     | DB Erick Hallett, Pittsburgh             |
| 2022   | #9 Tigers de Clemson             | 39                      | #23 Tar Heels de la Caroline du Nord | 10                     | Bank of America Stadium Charlotte, Caroline du Nord | 64 115     | QB Cade Klubnik (en), Clemson            |
| Saison | 1er en saison régulière          | 1er en saison régulière | 2e en saison régulière               | 2e en saison régulière | Stade                                               | Assistance | MVP                                      |
| 2023   | #4 Seminoles de Florida State    | 16                      | #15 Cardinals de Louisville          | 6                      | Bank of America Stadium Charlotte, Caroline du Nord | 62 314     | RB Lawrence Toafili, Florida State       |
| 2024   | #8 Mustangs de SMU               | 31                      | #17 Tigers de Clemson                | 34                     | Bank of America Stadium Charlotte, Caroline du Nord | 53 808     | QB Cade Klubnik (en), Clemson            |

Note
1. ↑  Georgia Tech a du abandonner son titre de 2009 à la suite de violations des règles de la NCAA[4]
2. ↑  En 2020, l'ACC a joué un calendrier de conférence uniquement, sans division.
3. ↑  En raison des restrictions relatives au Covid-19, l'assistance a été plafonnée à 5 240.

## Finale de conférence de basket-ball
| Saison    | Champion                         | Vice-champion                    |
| --------- | -------------------------------- | -------------------------------- |
| 1953-1954 | Wolfpack de North Carolina State | Demon Deacons de Wake Forest     |
| 1954-1955 | Wolfpack de North Carolina State | Blue Devils de Duke              |
| 1955-1956 | Wolfpack de North Carolina State | Demon Deacons de Wake Forest     |
| 1956-1957 | Tar Heels de la Caroline du Nord | Gamecocks de la Caroline du Sud  |
| 1957-1958 | Terrapins du Maryland            | Tar Heels de la Caroline du Nord |
| 1958-1959 | Wolfpack de North Carolina State | Tar Heels de la Caroline du Nord |
| 1959-1960 | Blue Devils de Duke              | Demon Deacons de Wake Forest     |
| 1960-1961 | Demon Deacons de Wake Forest     | Blue Devils de Duke              |
| 1961-1962 | Demon Deacons de Wake Forest     | Tigers de Clemson                |
| 1962-1963 | Blue Devils de Duke              | Demon Deacons de Wake Forest     |
| 1963-1964 | Blue Devils de Duke              | Demon Deacons de Wake Forest     |
| 1964-1965 | Wolfpack de North Carolina State | Blue Devils de Duke              |
| 1965-1966 | Blue Devils de Duke              | Wolfpack de North Carolina State |
| 1966-1967 | Tar Heels de la Caroline du Nord | Blue Devils de Duke              |
| 1967-1968 | Tar Heels de la Caroline du Nord | Wolfpack de North Carolina State |
| 1968-1969 | Tar Heels de la Caroline du Nord | Blue Devils de Duke              |
| 1969-1970 | Wolfpack de North Carolina State | Gamecocks de la Caroline du Sud  |
| 1970-1971 | Gamecocks de la Caroline du Sud  | Tar Heels de la Caroline du Nord |
| 1971-1972 | Tar Heels de la Caroline du Nord | Terrapins du Maryland            |
| 1972-1973 | Wolfpack de North Carolina State | Terrapins du Maryland            |
| 1973-1974 | Wolfpack de North Carolina State | Terrapins du Maryland            |
| 1974-1975 | Tar Heels de la Caroline du Nord | Wolfpack de North Carolina State |
| 1975-1976 | Cavaliers de la Virginie         | Tar Heels de la Caroline du Nord |
| 1976-1977 | Tar Heels de la Caroline du Nord | Cavaliers de la Virginie         |
| 1977-1978 | Blue Devils de Duke              | Demon Deacons de Wake Forest     |
| 1978-1979 | Tar Heels de la Caroline du Nord | Blue Devils de Duke              |
| 1979-1980 | Blue Devils de Duke              | Terrapins du Maryland            |
| 1980-1981 | Tar Heels de la Caroline du Nord | Terrapins du Maryland            |
| 1981-1982 | Tar Heels de la Caroline du Nord | Hokies de Virginia Tech          |
| 1982-1983 | Wolfpack de North Carolina State | Hokies de Virginia Tech          |
| 1983-1984 | Terrapins du Maryland            | Blue Devils de Duke              |
| 1984-1985 | Yellow Jackets de Georgia Tech   | Tar Heels de la Caroline du Nord |
| 1985-1986 | Duke Blue Devils de Duke         | Yellow Jackets de Georgia Tech   |
| 1986-1987 | Wolfpack de North Carolina State | Tar Heels de la Caroline du Nord |
| 1987-1988 | Blue Devils de Duke              | Tar Heels de la Caroline du Nord |

| Saison    | Champion                         | Vice-champion                    |
| --------- | -------------------------------- | -------------------------------- |
| 1988-1989 | Tar Heels de la Caroline du Nord | Blue Devils de Duke              |
| 1989-1990 | Yellow Jackets de Georgia Tech   | Hokies de Virginia Tech          |
| 1990-1991 | Tar Heels de la Caroline du Nord | Blue Devils de Duke              |
| 1991-1992 | Duke Blue Devils                 | Tar Heels de la Caroline du Nord |
| 1992-1993 | Yellow Jackets de Georgia Tech   | Tar Heels de la Caroline du Nord |
| 1993-1994 | Tar Heels de la Caroline du Nord | Cavaliers de la Virginie         |
| 1994-1995 | Demon Deacons de Wake Forest     | Tar Heels de la Caroline du Nord |
| 1995-1996 | Demon Deacons de Wake Forest     | Yellow Jackets de Georgia Tech   |
| 1996-1997 | Tar Heels de la Caroline du Nord | Wolfpack de North Carolina State |
| 1997-1998 | Tar Heels de la Caroline du Nord | Blue Devils de Duke              |
| 1998-1999 | Blue Devils de Duke              | Tar Heels de la Caroline du Nord |
| 1999-2000 | Blue Devils de Duke              | Terrapins du Maryland            |
| 2000-2001 | Blue Devils de Duke              | Tar Heels de la Caroline du Nord |
| 2001-2002 | Blue Devils de Duke              | Wolfpack de North Carolina State |
| 2002-2003 | Blue Devils de Duke              | Wolfpack de North Carolina State |
| 2003-2004 | Terrapins du Maryland            | Blue Devils de Duke              |
| 2004-2005 | Blue Devils de Duke              | Yellow Jackets de Georgia Tech   |
| 2005-2006 | Blue Devils de Duke              | Eagles de Boston College         |
| 2006-2007 | Tar Heels de la Caroline du Nord | Wolfpack de North Carolina State |
| 2007-2008 | Tar Heels de la Caroline du Nord | Tigers de Clemson                |
| 2008-2009 | Blue Devils de Duke              | Seminoles de Florida State       |
| 2009-2010 | Blue Devils de Duke              | Yellow Jackets de Georgia Tech   |
| 2010-2011 | Blue Devils de Duke              | Tar Heels de la Caroline du Nord |
| 2011-2012 | Seminoles de Florida State       | Tar Heels de la Caroline du Nord |
| 2012-2013 | Hurricanes de Miami              | Tar Heels de la Caroline du Nord |
| 2013-2014 | Cavaliers de la Virginie         | Blue Devils de Duke              |
| 2014-2015 | Fighting Irish de Notre Dame     | Tar Heels de la Caroline du Nord |
| 2015-2016 | Tar Heels de la Caroline du Nord | Cavaliers de la Virginie         |
| 2016-2017 | Blue Devils de Duke              | Fighting Irish de Notre Dame     |
| 2017-2018 | Cavaliers de la Virginie         | Tar Heels de la Caroline du Nord |
| 2018-2019 | Blue Devils de Duke              | Seminoles de Florida State       |
| 2019-2020 | Florida State Seminoles,         | Florida State Seminoles,         |
| 2020-2021 | Yellow Jackets de Georgia Tech   | Seminoles de Florida State       |
| 2021-2022 | Hokies de Virginia Tech          | Blue Devils de Duke              |
| 2022-2023 | Blue Devils de Duke              | Cavaliers de la Virginie         |

Note
1. ↑  À la suite de la pandémie de Covid-19, le tournoi final de la conférence a été annulé avant les 1/4 de finale. Florida State ayant terminé première équipe de la saison régulière, elle a été déclarée champion de la conférence.